# Live at the Rainbow '74
Live at the Rainbow '74 je koncertní album britské rockové kapely Queen vydané 8. září 2014.

## Vydání
Album vyšlo ve formátech CD, dvojitého CD, DVD, SD Blu-ray a čtyřnásobné vinylové desky, stejně jako luxusní box set včetně reprodukčních memorabilií. SD a DVD obsahují koncert z turné skupiny Sheer Heart Attack Tour, nahraný v Rainbow Theatre v Londýně 19. a 20. listopadu 1974, zatímco vydání na dvou CD a vinylech obsahuje navíc koncert z 31. března téhož roku. DVD a Blu-ray také zahrnují čtyři bonusové skladby z dřívějšího koncertu Queen II.